# Newsted
Newsted (укр. Ньюстед) — американський рок-гурт, заснований 2012 року.

## Історія
Рок-гурт Newsted з'явився 2012 року та був названий на честь його засновника, американського рок-музиканта Джейсона Ньюстеда, колишнього бас-гітариста Metallica, Flotsam and Jetsam, Voivod. До складу тріо, в якому Ньюстед був не тільки бас-гітаристом, але й співаком, також увійшли барабанщик Хесус Мендес-молодший та гітарист Джессі Фарнсворт. Разом вони записали декілька пісень в стилі хеві-метал, які увійшли до мініальбому Metal та альбому Heavy Metal Music, що вийшли 2013 року. Проєкт був активним протягом 2012—2014 років, але потім Ньюстед вирішив його закрити через збитковість: «Це коштувало мені дуже багато грошей — сотні тисяч доларів, щоб привезти гурт Newsted у 22 країни, де ми грали. Але це було того варте; і через уроки, які я засвоїв, і через повагу, яку виявляли до нас, і через дух товариськості, що панував у гуртові».
Протягом наступних десяти років Джейсон Ньюстед утримувався від виступів на метал-сцені, віддавши перевагу власному гуртові Chophouse Band, який дотримувався різноманітних жанрів, починаючи з блюграсу. Проте 2023 року проєкт Newsted було реанімовано. 20 травня 2023 музиканти — Ньюстед, Мендез та Фарнсфорт, а також новий гітарист Умберто Перес — дали живий концерт вперше за десять років, виступивши на заході Revolution Live у Флориді, де зіграли одинадцять нових пісень, а також кавер-версії Metallica, Motorhead, Теда Ньюджента та Ramones.

## Учасники
- Джейсон Ньюстед — бас-гітара, вокал
- Джессі Фарнсфорт — гітара, бек-вокал
- Хесус Мендес-молодший — барабани
- Умберто Перес — гітара

## Дискографія
- 2013 — Metal (EP)
- 2013 — Heavy Metal Music